# Савромат VI
Тиберій Юлій Савромат VI (*Τιβέριος Ἰούλιος Σαυροματης Στ' , д/н — бл. 391) — цар Боспору у 370—391 роках. Ім'я цього царя є дискусійним серед вчених: одні лише умовно приймать ім'я «Савромат» з огляду на династію, частина вважає Савромат дійсним ім'ям, інші — відкидають це ім'я визнаючи правління якогось боспорського царя як такове.

## Життєпис
Походив з династії Тиберіїв Юліїв. Син Савромата V, царя Боспору. Стосовно правління цього царя поки немає узгодженності: є дві періоди — 359-370 або 370-391 роки. Більшість схиляються до першого варіанту, проте це не є повністю достеменним.
Після смерті батька близько 370 року під час війни з гуннами, стає новим царем Боспору, визнавши зверхність очільника гуннського об'єднання Баламира.
З огляду на боротьбу з гуннами його деякі дослідники плутають з батьком, відносячи до правління Савромата VI протистояння з Херсонесом. Напевне за час Савромата VI було втрачено Феодосію на користь Херсонесу або Римської імперії.
У 375—376 роках Боспорська держава зазнала розгрому з боку гуннів, причини цієї війни невідомі. На деякій час Савромат VI залишив свою державу. Втім незабаром за допомоги римлян повернувся. Спроби якось відродити зруйновані міста були невдалими: занепад часів цього царя був настільки потужним, що навіть тривалий час вважалося, що Боспорське царство припинило своє існування.
Лише наприкінці свого правління Савромату VI вдалося частково відбудувати міста (насамперед Танаїс у 380-х роках), але столиця Пантікапей суттєво зменшився в розмірах. Помер у 390 або 391 році. Владу успадкував син Дуптун або Тейран II.